# كرايغ شاندلير
كرايغ شاندلير هو سياسي كندي، ولد في 6 يونيو 1970.